# Saint-Hippolyte (Pyrénées-Orientales)
Saint-Hippolyte (katalanisch: Sant Hipòlit de la Salanca) ist eine französische Gemeinde mit 3.177 Einwohnern (Stand: 1. Januar 2022) im Département Pyrénées-Orientales in der Region Okzitanien. Saint-Hippolyte gehört zum Arrondissement Perpignan und zum Kanton La Côte Salanquaise (bis 2015: Kanton Saint-Laurent-de-la-Salanque). Die Einwohner werden Hippolytains genannt.

## Geographie
Saint-Hippolyte liegt am Étang de Leucate nahe der Mittelmeerküste, etwa elf Kilometer nordöstlich von Perpignan in der Landschaft Salanque. Umgeben wird Saint-Hippolyte von den Nachbargemeinden Saint-Laurent-de-la-Salanque im Osten, Claira im Süden sowie Salses-la-Château im Westen und Nordwesten.
Das Weinbaugebiet Côtes du Roussillon reicht in das Gemeindegebiet hinein. Hier wird der Muscat de Rivesaltes produziert.

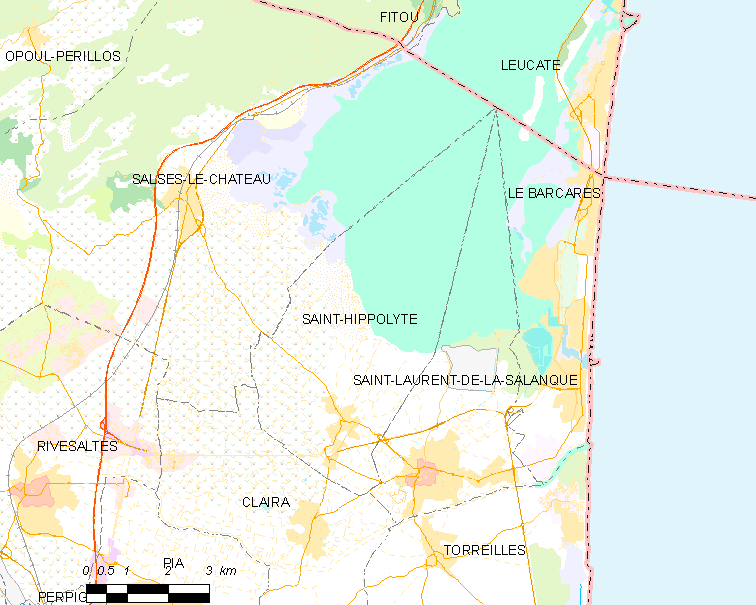
Karte von Saint-Hippolyte

## Bürgermeister
| Name                   | Amtsdauer   |
| ---------------------- | ----------- |
| Étienne Masnou         | ?–Juni 1815 |
| Pierre Gari            | Juni 1815–? |
|                        |             |
| Michel Montagne        | 2001–2014   |
| Madeleine Garcia-Vidal | 2014–       |

## Geschichte
963 wird der katalanische Name erstmals urkundlich erwähnt.

### Bevölkerungsentwicklung
| Jahr      | 1962 | 1968 | 1975 | 1982 | 1990 | 1999 | 2006 | 2011 |
| Einwohner | 1133 | 1033 | 1044 | 1038 | 1616 | 1849 | 2269 | 2719 |

## Sehenswürdigkeiten
- Kirche Saint-Hippolyte
- Meilenstein aus dem 4. Jahrhundert, Monument historique seit 1892
- Schloss Saint-Hippolyte, seit 1988 Monument historique

## Gemeindepartnerschaft
Mit der spanischen Gemeinde Sant Hipòlit de Voltregà in der Provinz Barcelona (Katalonien) besteht eine Partnerschaft.